# Laufwasserkraftwerk Kettwig
Das Laufwasserkraftwerk Kettwig ist ein Laufwasserkraftwerk am Stauwehr des Kettwiger Sees ins Essen.
Das Maschinenhaus mit drei Kaplan-Turbinen und insgesamt 5.300 Kilowatt Leistung wurde für das Rheinisch-Westfälische Elektrizitätswerk (RWE) gebaut und wird heute von der Tochterfirma RWE Innogy betrieben. Im Jahresmittel werden aus den fünf Metern Gefälle 16 Millionen kWh erzeugt. Insgesamt betreibt die RWE an der Ruhr elf Laufwasserkraftwerke mit einer Gesamtleistung von rund 20 Megawatt, das in Essen-Kettwig ist das letzte vor der Mündung in den Rhein.
Im Kraftwerk ist eine Rückpumpwerk installiert, die im Bedarfsfall Wasser das Gefälle zum Kettwiger See hinauf befördert. Diese Rückpumpwerke garantieren einen genügenden Wasserstand für die Trinkwassergewinnung an der Ruhr auch in trockenen Jahren.
1994 wurde eine Belüftungsanlage für das Ruhrwasser in eine der Turbinen eingebaut, 1995 die zweite Turbine während einer Überholung ebenfalls so ausgerüstet. Mittels eines Kompressors wird Luft in den Turbinenzulauf des Kraftwerks eingeblasen um die Sauerstoffsättigung zu verbessern.
Gegenüber dem Kraftwerk, auf dem anderen Ufer des Stauwehrs befindet sich die Schleuse Kettwig.